# Eugenio Valli
Eugenio Valli (Stienta, 17 giugno 1853 – Roma, 8 giugno 1924) è stato un avvocato, giornalista e politico italiano.